# Danae rufula
Danae rufula is een keversoort uit de familie zwamkevers (Endomychidae). De wetenschappelijke naam van de soort werd in 1847 gepubliceerd door Louis Jérôme Reiche in Ferret & Galinier.